# Four Good Days
Pour plus de détails, voir Fiche technique et Distribution.
Four Good Days est un film américain réalisé par Rodrigo García et sorti en 2020. Le film s'inspire d'un article de presse écrit par Eli Saslow et publié dans The Washington Post en 2016.
Il est présenté en avant-première au festival du film de Sundance 2020. En raison de la pandémie de Covid-19, la sortie en salles est retardée et il ne connait qu'une sortie limitée dans les salles américaines en 2021 avant une diffusion en vidéo à la demande quelques mois plus tard.

## Synopsis
Molly, âgée de 31 ans, retourne vivre chez sa mère Deb et son beau-père Chris. Molly est une toxicomane qui est en bonne voie de guérison mais la jeune femme est perdue et veut renouer les liens avec sa mère.

## Fiche technique
Sauf indication contraire, les informations mentionnées dans cette section peuvent être confirmées par la base de données cinématographiques IMDb,  présente dans la section « Liens externes ».
- Titre original : Four Good Days
- Réalisation : Rodrigo García
- Scénario : Eli Saslow et Rodrigo García, d'après l'article How's Amanda? A Story of Truth, Lies and an American Addiction d'Eli Saslow
- Décors : Brandon Mendez
- Costumes : Michele Michel
- Photographie : Igor Jadue-Lillo
- Montage : Lauren Connelly
- Musique : Ed Shearmur
- Production : Jon Avnet, Rodrigo García, Jacob Avnet, Marina Grasic et Jai Khanna
- Sociétés de production : Indigenous Media, Oakhurst Entertainment et Productivity Media
- Société de distribution : Vertical Entertainment (États-Unis)
- Budget : n/a
- Pays de production :  États-Unis
- Langue originale : anglais
- Format : couleur
- Genre : drame
- Durée : 100 minutes
- Dates de sortie[2] :
  - États-Unis : 25 janvier 2020 (festival du film de Sundance - hors compétition)
  - États-Unis : 30 avril 2021 (sortie limitée en salles)
  - États-Unis : 21 mai 2021 (vidéo à la demande)
- Classification[3] :
  - États-Unis : R

## Distribution
- Glenn Close (VF : Frédérique Tirmont) : Deb
- Mila Kunis (VF : Marjorie Frantz) : Molly
- Stephen Root  (VF : Gabriel Le Doze) : Chris
- Joshua Leonard  (VF : Emmanuel Curtil) : Sean
- Rebecca Field  (VF : Karine Texier) : le coach Miller
- Sam Hennings (VF : Serge Falieu) : Dale, le père de Molly
- Michael Hyatt  (VF : Virginie Émane) : Lisa
- Chad Lindberg  : Daniel
- Nicholas Oteri : Colton
- Audrey Lynn : Chloe
- Gabriela Flores (en)
- Carla Gallo :  Ashley

## Production
Le film s'inspire d'un article de presse écrit par Eli Saslow — prix Pulitzer du reportage explicatif en 2014 — et publié dans The Washington Post en 2016. Intitulé How's Amanda? A Story of Truth, Lies and an American Addiction, cet article narre la vie d'Amanda, une trentenaire toxicomane, qui était retournée vivre chez sa mère Libby.
En mai 2019, Glenn Close et Mila Kunis sont annoncées dans les rôles principaux. Stephen Root rejoint le film en septembre. En octobre 2019, Chad Lindberg, Rebecca Field, Joshua Leonard, Michael Hyatt rejoignent eux aussi la distribution.
Le tournage a lieu de septembre à octobre 2019. Il se déroule en Californie notamment à Santa Clarita.

## Accueil et sortie
Four Good Days est présenté en avant-première et hors-compétition au festival du film de Sundance 2020, le 25 janvier 2020. En mars 2021, Vertical Entertainment (en) acquiert les droits de distribution pour une sortie limitée dans les salles américaines en avril, avant une diffusion en vidéo à la demande en mai 2021
Le film reçoit des critiques mitigées aux États-Unis. Sur l'agrégateur américain Rotten Tomatoes, il récolte 44% d'opinions favorables pour 9 critiques et une note moyenne de 4,9⁄10. Metacritic recense 4 critiques mais n'a pas encore établi de moyenne.

## Distinction

### Nomination
- Oscars 2022 : Meilleure chanson originale pour Somehow You Do (Diane Warren)